# Trešnjevac
Trešnjevac (cyr. Трешњевац) – wieś w Serbii, w Wojwodinie, w okręgu północnobanackim, w gminie Kanjiža. W 2011 roku liczyła 1724 mieszkańców.